# Gaetano Castrovilli
Gaetano Castrovilli, född 17 februari 1997 i Minervino Murge, är en italiensk fotbollsspelare som spelar för Monza, på lån från Lazio. Han har även representerat det italienska landslaget.